# Bartoszowa
Bartoszowa – wieś w Polsce położona w województwie dolnośląskim, w powiecie strzelińskim, w gminie Borów.

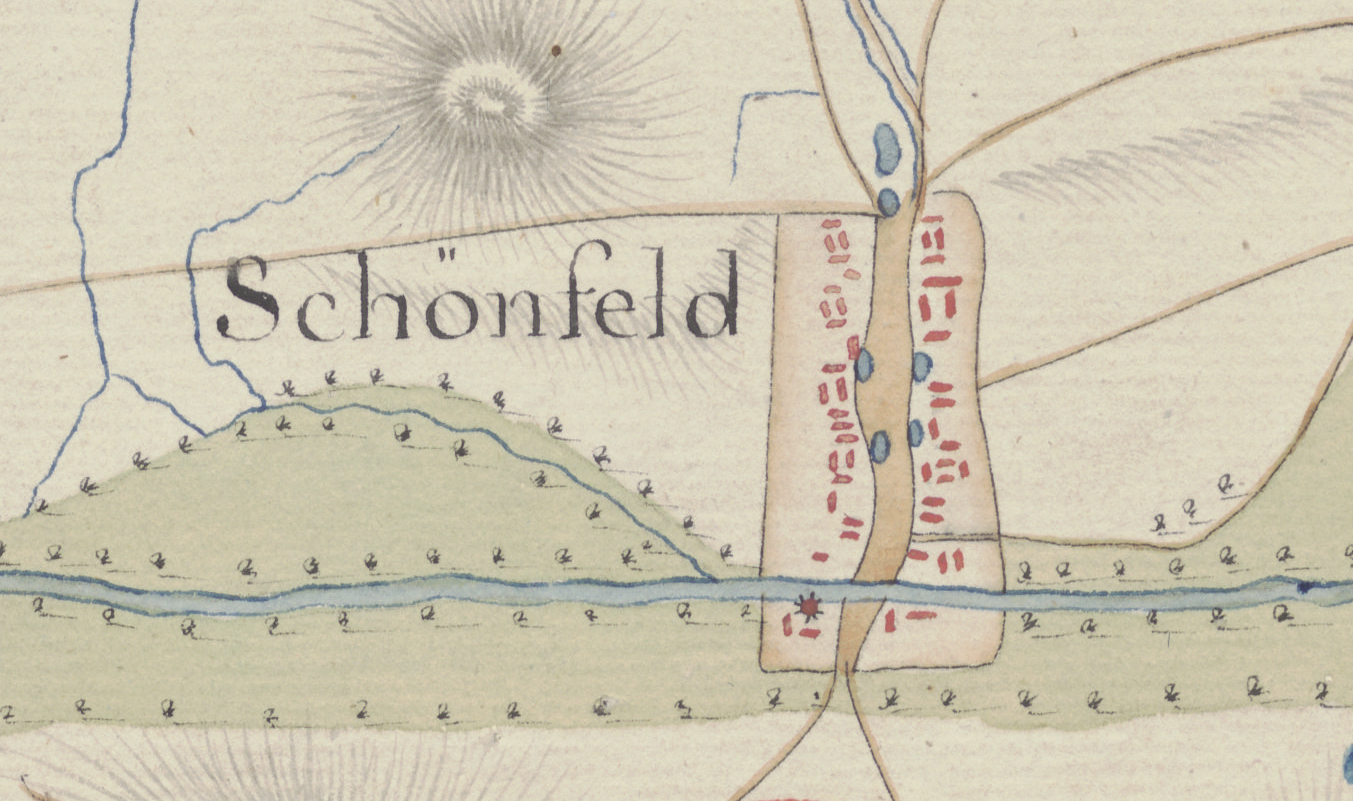
Mapa Bartoszowej (wówczas "Schönfeld"), ok. 1820 r.)

## Podział administracyjny
W latach 1975–1998 miejscowość administracyjnie należała do województwa wrocławskiego.